# Горналь
Горналь - село в Суджанському районі Курської області. Входить до складу Гуївської сільради.          

## Географія
Село розташоване на річці Псел, неподалік від російсько-українського кордону, за 102 км на південний захід від Курська, за 15,5 км на південь від районного центру — міста Суджа, за 5,5 км від центру сільради — села Гуєво.

## Населення
| Чисельність населення | Чисельність населення |
| 2002                  | 2010                  |
| --------------------- | --------------------- |
| 391                   | ↘206                  |

## Інфраструктура
У селі 104 будинки. Є кладовище.

## Видатні особистості
У Горнальському Свято-Миколаєвському Білогірському монастирі бував російський письменник Федір Достоєвський, який влітку 1877 року проживав декілька тижнів на хуторі Малий Прикол Суджанського уїзду. За даними деяких краєзнавців, саме Горнальський монастир митець зобразив у своєму творі «Брати Карамазови».

## Визначні пам'ятки
- Горнальський Свято-Миколаївський Білогірський монастир (1672) [3]
- Біля села на мисі правого берега Псла однойменний археологічний комплекс